# 鼈甲暮蟬
鼈甲暮蟬（学名：Tanna sayurie），为蟬科暮蟬屬下的一个种，舊稱「鼈甲蜩」，分布於台灣海拔800至2000公尺的山地，如烏來、太平山、溪頭、奮起湖，成蟲於每年5至8月出沒，常見於日本柳杉林（外來人工種植）等喬木棲息，具趨光性，臺灣特有種，體型與陽明山暮蟬（但比其頭部的額唇基突出）、大坪暮蟬（前翅煙褐色斑紋類似）相似，公蟬體長約32—34（1.3—1.3英寸），母蟬體長約23—24（0.91—0.94英寸）。